# Peter Horstmann
Peter Horstmann (* 1986 in Warendorf) ist ein deutscher Jurist, Verwaltungsbeamter und Kommunalpolitiker (parteilos). Seit 2020 bekleidet er das Amt des Bürgermeisters der Stadt Warendorf.

## Leben
Peter Horstmann wurde 1986 im Warendorfer Krankenhaus geboren und wuchs in Freckenhorst auf, einem Ortsteil von Warendorf. Nach dem Besuch der Everwordschule wechselte er an das Gymnasium Laurentianum in Warendorf, wo er 2006 das Abitur ablegte. Anschließend absolvierte er seinen Zivildienst in der Raphaelsklinik Münster.
Horstmann begann 2007 ein Jurastudium an der Universität Münster, das er später an der Humboldt-Universität zu Berlin fortsetzte. Während seines Studiums absolvierte er ein Auslandsjahr an der Universität von Navarra in Pamplona, Spanien. Er schloss das Erste Staatsexamen 2013 und das Zweite Staatsexamen 2016 jeweils mit Prädikat ab. Eine Wahlstation während seines Referendariats führte ihn 2015 an die deutsche Botschaft in Washington, D.C.

## Beruflicher Werdegang
Nach dem Studium war Horstmann zunächst als wissenschaftlicher Mitarbeiter in der Düsseldorfer Rechtsanwaltskanzlei Hengeler Mueller tätig. Nach einer beruflichen Reise durch Nord-, Mittel- und Südamerika arbeitete er von 2016 bis 2018 als Rechtsanwalt im Bereich Patentrecht. 2019 trat er eine Stelle als Regierungsrat bei der Bezirksregierung Münster an. Dort war er unter anderem für Verwaltungsmodernisierung und rechtliche Fragen zuständig.

## Politik
Im Jahr 2020 wurde Peter Horstmann zum Bürgermeister von Warendorf gewählt. Sein Wahlsieg als parteiloser Kandidat gegen den Amtsinhaber Axel Linke (CDU) bedeutete einen politischen Wechsel in der Stadtverwaltung.
In seiner bisherigen Amtszeit setzte sich Horstmann für Projekte wie die Renaturierung der Ems, die Entwicklung des Brinkhausgeländes und den Aufbau eines Fernwärmenetzes ein. Darüber hinaus engagiert er sich für den Hochwasserschutz und eine nachhaltige Stadtentwicklung. Zugleich betont er immer wieder die finanzielle Belastung der Kommunen und fordert stärkere Unterstützung durch Bund und Land.
2024 gab er bekannt, erneut für das Amt des Bürgermeisters zu kandidieren. Zu den Schwerpunkten seines Wahlprogramms gehören die Förderung von Wohnungsbauprojekten, der Ausbau erneuerbarer Energien und die Modernisierung der städtischen Verwaltung.